# Metro Hyderabad
Die Metro Hyderabad ist die U-Bahn der indischen Stadt Hyderabad. Es ist das drittlängste in Betrieb befindliche U-Bahn-Netz in Indien nach der Delhi Metro und der Namma Metro (Bengaluru). Alle drei Linien sind in Hochlage trassiert.

## Geschichte
Die Metro wird durch eine öffentlich-private Partnerschaft finanziert, mit einer Minderheitsbeteiligung der öffentlichen Hand. Das Tochterunternehmen L&T Metro Rail Hyderabad Ltd. (L&TMRHL) der Baufirma L&T übernahm Planung und Bau.
Das Metro-Projekt wurde 2003 von der Unionsregierung genehmigt. Als Hyderabad weiter wuchs, stieg der Bedarf nach einem schnellen Verkehrsmittel mit hoher Kapazität. Das Ministerium für Stadtentwicklung der Union genehmigte den Bau der Metro und wies die Delhi Metro Rail Corporation an, Linien vorzuschlagen und einen detaillierten Projektbericht vorzulegen. Gleichzeitig verbesserten die Landesregierung und die South Central Railway mit der Einführung des MMTS-Systems im August 2003 den städtischen Eisenbahnverkehr der Partnerstädte Hyderabad und Secunderabad. Ursprünglich sollte die Metro an das bestehende MMTS anschließen und die MMTS-Phase II gebaut werden.
Im Jahr 2007 wurde N. V. S. Reddy zum Geschäftsführer von Hyderabad Metro Rail Limited ernannt, und im selben Jahr genehmigte die Zentralregierung eine finanzielle Unterstützung in Höhe von ₹ 1639 crore im Rahmen eines Viability Gap Funding (VGF)-Programms. Die Option eines unterirdischen U-Bahn-Systems in Hyderabad wurde von L&T aufgrund von hartem Gestein, Felsbrocken und der Topographie des Bodens in Hyderabad ausgeschlossen. Die U-Bahn von Hyderabad wurde ursprünglich nach dem Andhra Pradesh Municipal Tramways (Construction, Operation and Maintenance) Act von 2008 eingeführt und später unter das Central Metro Act, das eine Änderung der Fahrpreise erlaubte, gelistet. Am 26. März 2018 kündigte die Regierung von Telangana an, dass sie eine von HMRL und HMDA gemeinsam geförderte Zweckgesellschaft „Hyderabad Airport Metro Limited (HAML)“ gründen werde, um die Blaue Linie von Raidurg zum Rajiv Gandhi International Airport in Shamshabad zu verlängern (als Phase II nach Abschluss der Phase I im Jahr 2020).

## Linien

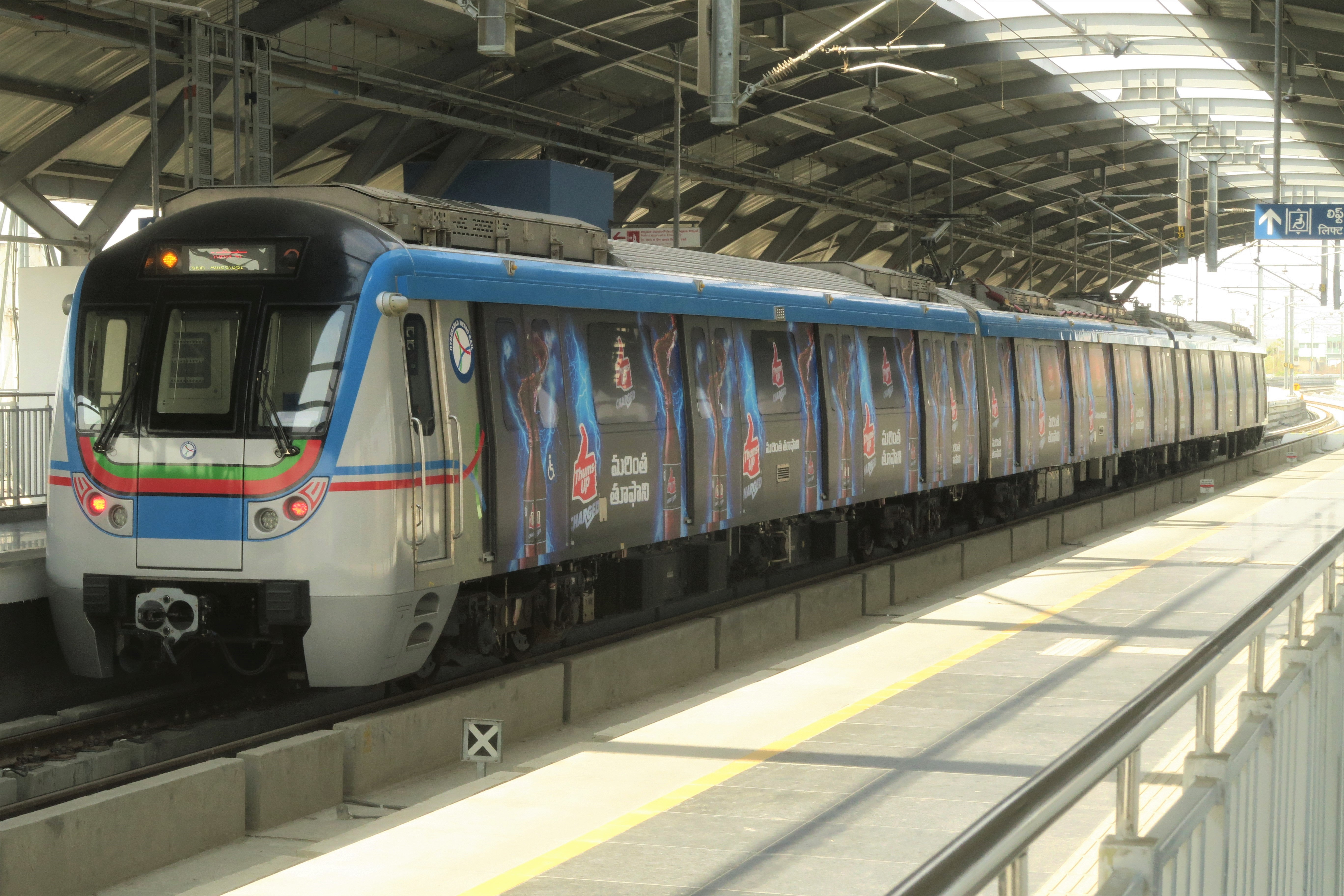
Zug der blauen Linie

Die drei Linien bilden ein zentrales großes Dreieck mit drei Umsteigepunkten an den Ecken und dem See Hussain Sagar in der Mitte.
| Linie       | Verlauf |
| ----------- | --- |
| Rote Linie  | Miyapur – JNTU College – KPHB Colony – Kukatpally – Ambedkar Balanagar – Moosapet – Bharat Nagar – Erragadda – ESI Hospital – S.R. Nagar – Ameerpet – Punjagutta – Irrum Manzil – Khairatabad – Lakdi-ka-pul – Assembly – Nampally – Gandhi Bhavan – Osmania Medical College – Mahatma Gandhi Bus Station – Malakpet – New Market – Musarambagh – Dilsukhnagar – Chaitanyapuri – Victoria Memorial – Lal Bahadur Nagar |
| Grüne Linie | Jubilee Bus Station – Parade Ground – Secunderabad West – Gandhi Hospital – Musheerabad – RTC X Roads – Chikkadpally – Narayanaguda – Sultan Bazaar – Mahatma Gandhi Bus Station |
| Blaue Linie | Raidurg – HITEC City – Durgam Cheruvu – Madhapur – Peddamma Gudi – Jubilee Hills Check Post – Road No. 5 Jubilee Hills – Yusufguda – Madhura Nagar – Ameerpet – Begumpet – Prakash Nagar – Rasoolpura – Paradise – Parade Ground – Secunderabad East – Mettuguda – Tarnaka – Habsiguda – NGRI – Stadium – Uppal – Nagole                                                                                               |